# としまえんの水上設置遊具による溺水事故

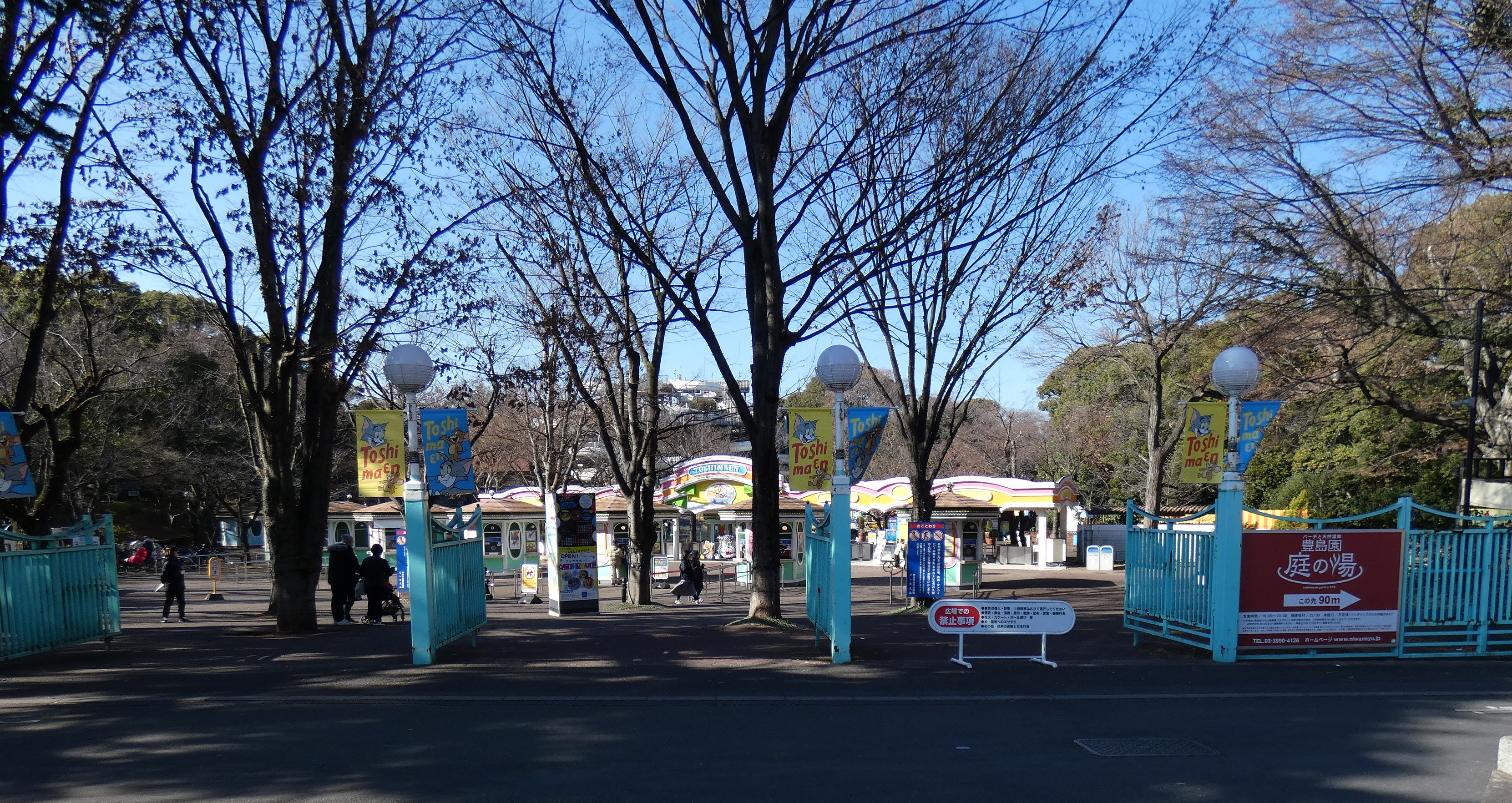
事故が発生したとしまえんの正門（2019年1月撮影）

としまえんの水上設置遊具による溺水事故（としまえんのすいじょうせっちゆうぐによるできすいじこ）とは、2019年（令和元年）8月15日に東京都練馬区に当時存在した遊園地「としまえん」のプール内にある、エア遊具タイプの水上設置遊具を備えたアトラクション「ふわふわウォーターランド」において、ライフジャケットを着用した女児（以下Aとする）が遊具下に浮いているのが見つかり、その後溺死した事故である。この事故は消費者庁による調査対象となり、水中に落下した後に遊具の下に入り込んでしまい、ライフジャケットの浮力が原因で脱出不能になったのが原因だと結論付けられた。この事故を教訓に、経済産業省が水上遊具の保安についてのガイドラインを策定するに至った。

## 事故現場
事故現場となったとしまえんは1926年に開業し、プールが開業したのは3年後の1929年であった。「ふわふわウォーターランド」は2016年から供用が開始されていた。「ふわふわウォーターランド」が設置されていたのは、8レーンがある競泳用のプールで、長さ50メートル、幅20メートル、水深は1.2メートルから1.9メートルあり、Aの身長では水底に足が届かない場所もあった。「ふわふわウォーターランド」には、エア遊具タイプと呼ばれる水上設置遊具が10個以上設置されていた。これは、専門的には空気膜構造遊具と呼ばれ、空気を入れることによって水面に浮く遊具であり、空気を抜いておけば保管しやすいこと、遊具の形状を何通りにも変更することができることが長所である。しかし、遊具下への進入防止用の網などは未設置だった。「ふわふわウォーターランド」の企画並びに設計はとしまえんが独自に行ったもので、遊具は中華人民共和国のメーカーから調達したものだった。Aが落下した遊具は、大人と子供を合わせて一度に15人が遊べる程度の大きさであった。東京スポーツが毎年子供と「ふわふわウォーターランド」を利用しているという男性の話として伝えたところによれば、遊具の厚みは30センチメートル以上ありかつ、表面はツルツルしているため、子供が独力で水中から遊具に上ることは不可能で、後述するライフジャケットを着用した状態で遊具の下に入ってしまった場合、大人でも脱出することはできないだろうという。
「ふわふわウォーターランド」においては、利用者は身長1.1メートル以上でありかつ、溺水並びに遊具下への進入防止のため、貸し出されるライフジャケットを着用している必要があった。「ふわふわウォーターランド」において貸し出されるライフジャケットは、発泡スチロールを利用して浮力を得る固形式構造の物であり、形状はチョッキのようになっていた。チョッキに両腕を通して前で留め、調節を行う形式であった。この他、「ふわふわウォーターランド」の利用者に対しては、一人で泳げるかを口頭で確認していた。さらに多くの利用者は腕に浮き輪を着けていたと、本事故の目撃者が証言している。「ふわふわウォーターランド」においては、遊具から水中に落下する者は決して少なくなく、その上、1時間に2人の割合で、水中にゴーグルを落とす人がいたという。

## 事故状況

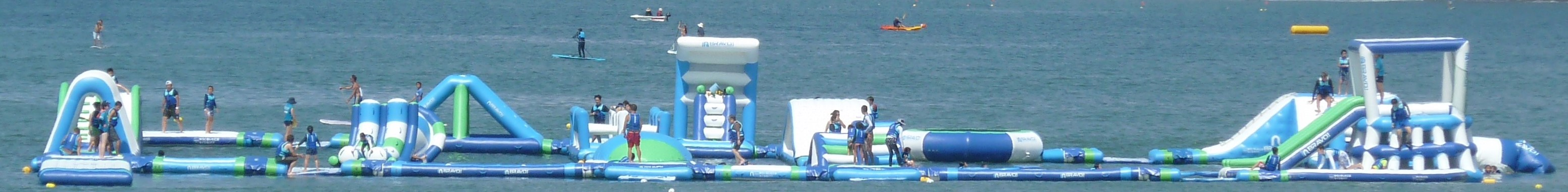
水上設置遊具の例（イメージ。としまえんのものとは異なる）

Aは当時埼玉県朝霞市在住の小学校3年生の女児であり、年齢は8歳であった。事故当日、Aは父親（以下Bとする）、母親（以下Cとする）、1歳の妹（以下Dとする）の4人でとしまえんのプールを訪れていた。Aは身長1.1メートル以上であり、ライフジャケットを着用していた。
Aは13時ごろから、Bと共にプールを利用し始めた。13時30分ごろ、BはAを見失い、監視員に対し、Aを捜すように求めたが、監視員は拡声機で「Aちゃんはいますか」と呼び掛けたり、Bに迷子の窓口を案内したりするだけで、すぐには水中での捜索を行わず、14時まで待つように求められた。その後、14時前に監視員が水中を捜索したが、Aを発見することはできなかった。14時になって、利用者全員をプールから上がらせての定時点検が始まった。Aを監視員が発見したのは14時10分ごろであった。Aはライフジャケットを着用したままの状態で、縦約2.5メートル、横約5メートルの、厚さ約30センチメートルのマット状の遊具の下で、うつ伏せの状態で見つかった。Aが引き上げられる様子を目撃していたプールの客によると、引き上げられた際のAは顔面蒼白で、ぐったりした様子であり、Cと思われる人物が悲鳴を上げていたという。Aは意識不明の重体で、目撃者の話によると心臓マッサージを施されたのちに、病院に搬送されたが、16時ごろに死亡が確認された。
事故当時、「ふわふわウォーターランド」を利用していたのは約270人であり、監視員は7人いた。正午の段階で水中を含めて定時点検を行った際には、異常は見られなかったという。

## としまえんその他の対応
としまえんは、事故当日、「ふわふわウォーターランド」の営業並びに夜間のプール営業（ナイトプール）を中止し、翌8月16日からプール全体を休止した。8月23日にプールは再開されたが、大型浮き輪の貸し出しは中止されたほか、2019年はプール営業が終了するまで「ふわふわウォーターランド」の営業を行わないことになった。「ふわふわウォーターランド」は翌2020年も営業中止になったまま、同年8月31日のとしまえん自体の閉園を迎えることとなった。
事故を受けて、NPO法人のSafe Kids Japanが今回の事故と似たような事故の情報収集を行ったところ、としまえんでの事故後にも、水上遊具から落下して骨折する事故が報告されたという。同団体が2019年8月27日に東京工業大学で行った会合では遊具の大型さゆえに遊具の下に落下した人が全く見えなくなり、しかも遊具の下から遊具に上がる階段がないこと、監視員が少なくその場所や高さも不適当であったこと、場所を知らせる装置がなかったことが指摘された。Safe Kids Japan理事長の山中龍宏は、似た事故の情報をまとめて共有したうえで対策を徹底し、同じ事故が二度と起こらないようにすべきだと指摘した。

## 原因調査・再現実験

### 消費者庁の初期対応
2019年8月21日に行われた消費者庁長官の伊藤明子による記者会見で、本事故に伴う注意喚起や原因調査、安全対策の検討の是非について問われた伊藤は、「今の段階で、何をどうしてほしいということを申し上げるという段階ではない」と回答した。8月23日に行われた消費者庁消費者安全調査委員会会長の中川丈久と同代理の持丸正明による記者会見では、幼稚園などのプール事故を対象とした基礎調査を開始していることが明かされた。
同年11月28日に行われた消費者安全調査委員会の第88回委員会では、本事故においては死者が出ていること（被害の程度）、同様の遊具が全国に少なくとも26か所設置されていること（公共性）、なぜ水上設置遊具が危険なのか不明であるため、使用者が自ら危険回避の行動をとることが困難であること（消費者による回避可能性）、2019年までの5年間において、新規に多くの水上設置遊具が設置されており、今後も数多く設置されると見込まれること（多発性）から、本事故について、消費者安全法第23条第1項に基づく事故等原因調査の対象とすることが決定され、国立研究開発法人産業技術総合研究所人工知能研究センター主任研究員の北村光司、国立大学法人長岡技術科学大学大学院技術経営研究科システム安全専攻准教授の木村哲也、公益財団法人日本ライフセービング協会副理事長の松本貴行の3人が、調査を担当する専門委員に指名された。その後、2020年1月10日に行われた調査委員会第35回サービス等事故調査部会と、同年1月27日に行われた第90回調査委員会において、再現実験の計画が審議された。

### 再現実験
再現実験は、プールに、今回の事故が発生した際に設置されていたものと同等の遊具を設置したうえで実施された。被験者が着用するライフジャケットの浮力は、Aが着用していたライフジャケットの浮力と体重比が等しくなるように設定された。再現実験は、ライフジャケットを着用した状態で様々な行動をし、遊具下に入り込まないか検証する調査実験と、ライフジャケットを着用したまま遊具下に入り込んでしまった場合に脱出できるか検証する確認実験とが行われた。

被験者が水上設置遊具の底面に入り込んだ様子の模式図。

調査実験においては、落水実験、遊具揺動実験、上り動作実験の3種類の実験が行われた。落水実験においては、様々な体勢で被験者が遊具から落下した結果、立位から身体を捻り逆様に落下したり、立位で前向きに真っ直ぐ落下した後、水中で腕を1回かいたりすると確実に遊具の下に入り込んでしまい（それぞれ4回中4回、3回中3回）、膝を遊具に突いた状態から水中を覗き込んだ体勢で逆様に落下した場合や、立位で後ろ向きに真っ直ぐ落下した後、水中で腕を1回かいた場合も、3回に2回は遊具の下に入り込んでしまうことが明らかになった。この他、真っすぐ水深1.5メートルの水中に落下し、水底を蹴った場合や、遊具上を走って頭または足から水中に落下した場合も、遊具の下に入り込む危険があることが判明した。遊具揺動実験では、大人8人が遊具上で飛び跳ねることによって遊具を水面上で揺動させ、落水後に浮上した被験者が遊具と水面の隙間から遊具下に入り込む危険がないか調査されたが、そのような隙間の発生は確認されなかった。しかし、揺動する遊具の周囲の激しい水飛沫を浴びることによる乾性溺水や誤嚥、動転の可能性はあるとされた。それに、落水後に、遊具の構造上必ず発生する遊具同士の隙間に身体が入ってしまった場合、溺水の恐れがあるとされた。上り動作実験では、遊具から水面に落下した被験者が、遊具の先端から遊具に上ろうとして再度水中に落下し、遊具の下に入り込む可能性がないか検証したが、そのような可能性はないことが判明した。
確認実験においては、浮力抵抗実験と遊具揺動による影響確認実験の2種類の実験が実施された。浮力抵抗実験においては、遊具の下以外の水中にいる被験者をロープで引っ張るのに必要な力が約10ニュートンであるのに対し、遊具の下にうつぶせに浮かんだ被験者を引っ張り出すには約200ニュートンの力が必要であることが判明した。比較として、大学の男子競泳選手が最も推進力が大きいクロールで泳ぐ場合でさえ、推進力の平均値は155ニュートンで、標準偏差が25ニュートンであることから、200ニュートンもの抵抗がかかった場合、潜水作業の熟練者であっても遊具の下からの脱出は困難であるとされた。遊具揺動による影響確認実験では、遊具を水面上で揺動させ、遊具下にいる被験者にどのような影響が生じるか調査した結果、遊具の揺動と同時に被験者も上下するために脱出が困難になり、さらに、水中で脱力して頭や背中の上部が遊具にくっつき、下半身が垂れ下がった状態で遊具が揺動すると、上半身が下方に押し出されて足の方向へ移動するため、遊具の中央に移動していくために、より脱出が困難になることも明らかになった。事故後にこの現象が発生し、溺水につながった可能性もあるとされた。
この他、エア遊具の代わりに浮島を設置した場合でも、浮島の下に入り込んでしまうとその外側に出ない限り呼吸が難しくなり、溺水につながることが明らかになった。一方で、遊具の下に空間がある場合、人が乗ると空間の高さが半分程度になるものの、遊具の下に入り込んでしまった場合でもその空間で呼吸が可能であるため、溺水防止に有効であるとされた。

### ライフジャケットの検証
Aの着用していたライフジャケット自体に不具合は確認されなかったものの、ライフジャケットの構造上の問題が事故を引き起こす可能性についても検証が行われた。検証の結果、正常なライフジャケットでは浮力材の枚数は左右前面に各6枚、背面に4枚であったが、としまえんの水上設置遊具の運営者が不良品として保管していた不具合品のライフジャケット2点においては、左前面の浮力材のうち2枚が背面に移動してしまったり、右前面の浮力材のうち2枚、左前面のそれでは1枚が背面に移動し、さらに左前面の浮力材2枚が背面側にずれていたことが確認された。このことから、使用中に前面の浮力材がずれ、肩口を介して背面に移動したことにより、使用者の顔を水面上に保つことが難しくなった場合、溺水事故の原因となる可能性が指摘された。なお、ライフジャケットの安全性を認定するマークである「桜マーク」「CSマーク」「RAC川育ライフジャケット認定マーク」はいずれもついていなかった。

### 類似事故の調査
過去に発生した類似の事故についても調査が実施された結果、2件の類似事故が確認された。このうち1件は2000年6月に発生し、小学校1年生の水泳の授業中に自由遊びを行っていたところ、女子児童が浮島の下に潜り込んでしまい意識不明となり、その後死亡したもので、もう1件は、2012年7月に発生し、同じく小学校1年生の夏休みのプール指導において、児童69人を一度にプールに入れてプールに大型ビート板を16枚浮かべ、その下で女子児童が溺死したものである。これらの事故はいずれも、としまえんの事故とは異なり、浮島タイプの水上設置遊具において発生したものであった。なお、2000年の事故で死亡した女児の親はとしまえんの事故の後NHKの取材に対し、「同じ事故がまた起きたかと思った」と述べ、事故の教訓を共有し、原因を究明するよう求めた。いずれも浮島タイプの遊具による事故であるため、エア遊具タイプの水上設置遊具による事故は今回が初である。
この他、Safe Kids Japanに投稿された体験談によれば、事故の前年にあたる2018年7月に、同じとしまえんのふわふわウォーターランドにおいて、10歳以下の男子が遊具の下に潜り込んでしまったものの、自らライフジャケットを外し脱出することができたという。理事長の山中は、ライフジャケットが緩かったからこのような対応が可能になったのであり、きちんと着けていた場合脱出に失敗していた可能性を指摘した。同様に山中は、この体験談が2018年夏に投稿され、検討が行われていれば、事故を回避できた可能性があることを指摘した。

### 類似施設における安全対策の検証
「ふわふわウォーターランド」にあったような水上設置遊具は、軽いため雨天時には撤去しやすい上、素材が柔らかいため、事故前の数年間で多くの海水浴場やプールに設置されていたが、地面に固定された遊具ではないため建築基準法は適用されない。このため、国土交通省などによる具体的な保安基準はなく、安全対策は事業者の裁量になっていた。そのため、消費者安全調査委員会においては、日本国内において水上設置遊具を設置している26施設に対して、事業運営、規模・製造事業者、運用状況・利用条件、危険情報・安全管理状況の4項目についてのアンケートを取った。
設立年についての調査では、2011年以前が3施設に対し、2018-2019年が10施設と多く、2020年時点での近年に増加傾向であるとされた。遊具の個数については、30個以上と回答したのが9施設と最も多かった。遊具の製造事業者については、回答のあった22施設中12施設が、販売事業者については、回答のあった25施設中19施設が、国内の事業者であると回答した。遊具が設置されている場所の水深については、プールにおいては5施設すべてが2メートル以下であった一方、海においては19施設中15施設が2メートル超であった。単独利用時の制限については、身長と年齢を制限していたのが10施設、身長のみを制限していたのが2施設、年齢のみを制限していたのが11施設、どちらも制限していなかったのが3施設で、2施設を除いてライフジャケットの着用を義務付けていた。身長制限として最も多いのは「1.1メートル以上」で10施設、年齢制限として最も多いのは「6歳以上」または「小学校1年生以上」が最も多く、合わせて9施設であった。なお、ライフジャケットの着用を求めていなかった2施設のうち1施設は、水深1メートルであり、身長1.5メートル未満の人にのみライフジャケットの着用を求めていた。また、2メートル以下の水深の場所に遊具を設置しており且つ、身長制限を設けている4施設すべてにおいて、設置場所の水深は利用できる最低の身長より深かった。さらに、10施設においては保護者1人に対する子供の人数の制限がなかった。
危険情報・安全管理状況について、飛び込みは26施設中23施設で禁止されていることが明らかになった。しかし、その22施設（未回答の1施設を除く）のうち19施設で、繁忙期には10分間当たりに水中に落下する利用者の人数が、監視員の人数より多くなっていることが明らかになった。利用者に対する安全指導の方法を複数回答で尋ねた結果においては、「注意事項の掲示」が24施設、「口頭による安全指導」が19施設、「書面に基づく安全指導及び署名」が15施設で、ライフジャケットを着用したまま誤って遊具の下に進入してしまう危険性について、8施設が想定していないと回答した。8施設は外部に監視を委託しており、1人の監視員が監視する人数は2人から33人と差が大きかった。整備しているマニュアルについては、監視方法についてが約88パーセント、事故対応についてが約85パーセント、運用従事者への教育・訓練についてが約50パーセントで、ライフジャケットに「桜マーク」「CSマーク」「RAC川育ライフジャケット認定マーク」のいずれかがあるものを貸し出していたのは10施設、そうでないものを貸し出していたのが15施設であった。さらに、水中に落下した利用者が遊具の下に進入しそうになる事案が1件、同じく水中に落下した利用者が遊具を固定する縄に絡まりかけた事案が1件それぞれあったという。

### 再発防止策の検討

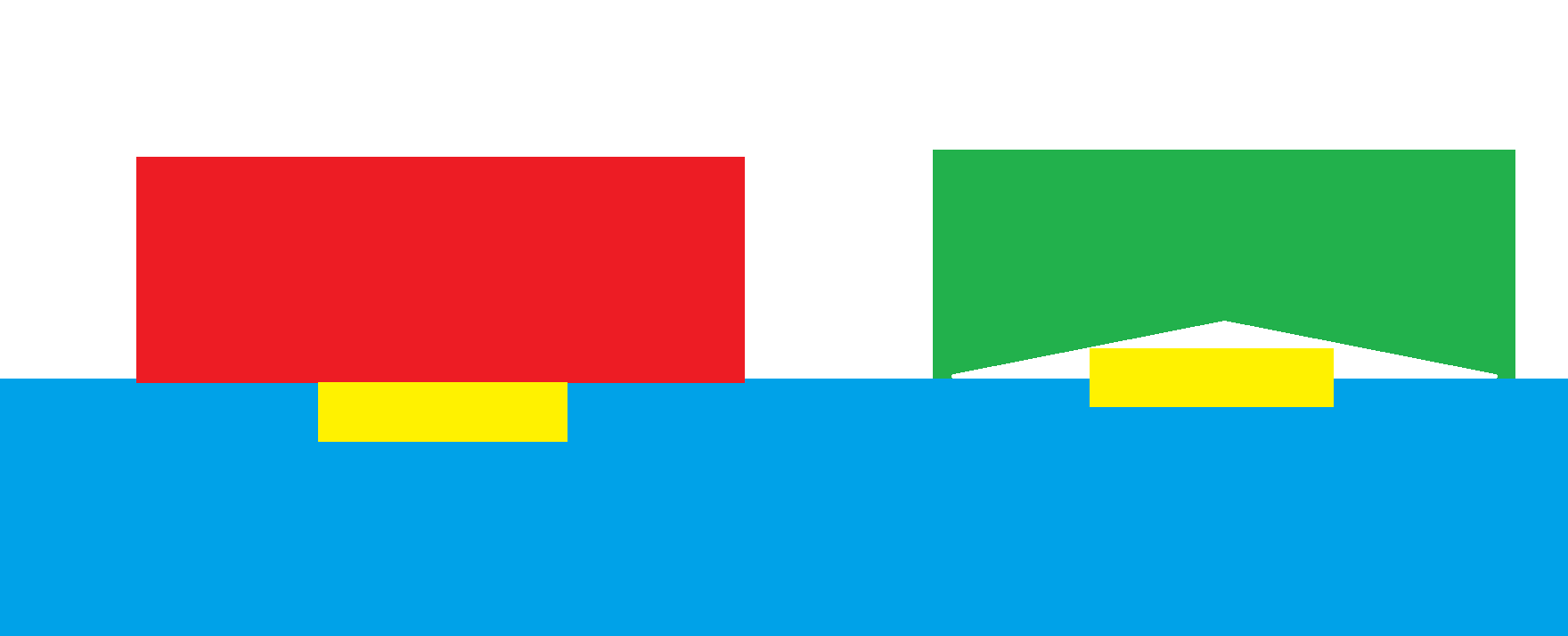
水上設置遊具の下に隙間がない場合は、水上設置遊具の下に身体が入ってしまった際に抜け出すことができず呼吸できない（左）が、水上設置遊具の下に隙間がある場合は、この隙間のところに浮かぶことによって顔が水面から出るため、呼吸を確保することができる（右）。

本事故の再発防止策について、報告書においては、遊具の底面を凸にし、遊具の下に入ってしまっても自然に浮き上がって呼吸ができるような仕組みを導入したり、ライフジャケットの着用を中止してより浅い場所に遊具を設置するようにしたりすることが有効であるとされた。落水防止・遊具下への進入防止用のガードを設置することも有効であるが、水中に落下した場合にガードに絡まって浮きあがれなくなってしまう可能性もあり、安全性については検証が必要であるとされた。この他、落とし合う行為や水中の覗き込みの禁止、万一の落水時の遊具からの距離確保の徹底、監視体制の見直しやドローン・監視カメラ等の活用、身長・年齢・人数制限の見直し、事前の落水・浮上訓練、マニュアルの標準化、ライフジャケットの品質管理の徹底、浮島の広範囲への敷設の中止等の事故対策を当面は優先し、水中に落下するスリルを求めるべきではないとされた。また、危険性についての掲示や遊具自体への表示、安全指導体制の構築も重要とされた。
事故直後の段階でも、日本プール安全管理振興協会理事長の北條龍治が、遊具下への網やフェンスの設置、遊具を透明にして溺れている人を発見しやすくすることなどの対策を提案していた。また、安全工学を専門とする東京工業大学准教授の西田佳史は、光が水面で反射することで監視が行き届きにくくなることを指摘した。Safe Kids Japan理事長の山中も、「ふわふわウォーターランド」の「ふわふわ」という表現が、負傷事故が多発している現状と乖離していることを指摘し、このような表現は避けるように申し合わせるべきだと指摘した。日本エア遊具安全普及協会代表理事の栗橋寿は、継続して定期的な安全講習を実施すること、エア遊具の保安を行う人材の育成、水上活動における安全を目的に活動している団体との連携が必要であると指摘した。栗橋は、水上のエア遊具のリスクとして、遊具の下に入ってしまうリスク以外に、遊具上での衝突・転倒、落水時の溺水、飛込時の他人との激突のリスクがあると指摘し、海上のエア遊具ではこれらに加えて潮流に流される危険もあることを指摘した。

### 報告書の検討と発表
消費者安全調査委員会の会合は、2020年3月から4月にかけては新型コロナウイルス感染症（COVID-19）の流行により開催されず、委員が各自で報告書案を確認したのみであった。5月21日になって第92回調査委員会で、6月11日には調査委員会第37回サービス等事故調査部会において報告書の審議が行われ、さらに6月19日に第93回調査委員会で報告書が決定された。この報告書においては、経済産業省に対し、水上設置遊具の安全基準の整備、設置者への安全指導の他、水中の覗き込みの禁止、点検の強化など、応急的な再発防止策の実施を求めた。また、文部科学省に対しては、浮島を小学校の授業で使用することについての注意喚起を教育委員会に行うよう求めた。
これらを受けて経済産業省は、検討会を開催したうえで、2020年12月25日に「水上設置遊具の安全に関するガイドライン」を策定した。このガイドラインは、遊具を提供する事業者、遊具を運営する事業者、並びにすべての関係事業者のそれぞれについて、取り組むべきことを定めている。また、文部科学省の下部組織であるスポーツ庁は2021年4月26日に発出した通知「水泳等の事故防止について（通知）」の中で本報告書に言及し、浮島を授業で使用する際の監視体制の強化や、安全確保が不可能な場合の使用中止を求めた。日本エア遊具安全普及協会代表理事の栗橋は、このガイドラインには法的拘束力がないため、同協会に加盟していないメーカーにまでどのようにこのガイドラインを普及させていくかが課題であると指摘した。

## 訴訟
2020年5月8日、Aの遺族のBとCは、Aが死亡したのは安全管理の不徹底が原因であり、日本エア遊具安全普及協会のガイドラインによれば監視員を各遊具に1人以上、合計で10人以上配置すべきところを合計で7人しか設置していなかったとし、合計約7500万円の損害賠償をとしまえん、親会社の西武鉄道、それに監視業務を委託していた業者、遊具の製造・設置業者に求める民事訴訟を東京地方裁判所に起こした。Aの葬儀にとしまえんの関係者は参列したが、弔問には参加せず、裁判外紛争解決手続にも応じなかった。産経新聞の取材に応じたCは、としまえんなどから事故は想定外だったとのコメントがあったとした上で、としまえんから事故後に届いた書面について「互いに事故の責任をなすりつけあっているような内容で、とても誠意を感じなかった」「娘の命を何だと思っているのだろう」「申し訳ないという気持ちは全く伝わってこなかった」などと語っている。なお、事故直後にプールの管理会社は、遊具の下に進入してしまうことを想定していなかったと、NHKの取材に答えている。
第1回口頭弁論は2020年9月14日に行われたが、被告側はいずれも争う姿勢を示し、原告の請求を棄却するよう求めた。西武鉄道は「改めてお悔やみ申し上げます。主張は訴訟の中で明らかにする」とコメントするにとどまった。被告の4社がいずれも事故の責任を押し付け合っていることから、裁判が長引くことは確実だと、文春オンラインは報じている。
2023年3月6日、東京地裁で和解が成立。和解内容は非公表。